# Eusztathiosz antiochiai pátriárka
Nagy Szent Eusztathiosz (? – 338) antiochiai püspök 324-től 332-ig.
Pamphiliában, Szidében született. Előbb beröai, majd antiochiai püspökk lett. Az első nikaiai zsinaton Jézus istenségét védte, ezért az ariánusok ellenfelei voltak. A 330-as antiochiai zsinaton az ariánusok elérték, hogy Eusztathioszt száműzzék. Eusztathiosz néhány évvel később Traianopoliszban hunyt el. Hívei eusztathiánosuknak nevezték magukat. A pátriárka maradványait 482-ben hozták vissza Antiochiába.
Ünnepnapját július 26-án üli a keleti egyház.